# مستعين (اسم)
مستعين هو اسم علم مذكر من أصل عربي، ومعناه هو راجي العون من الله، الممتوكل على الله.

## وصلات خارجية
- موسوعة السلطان قابوس لأسماء العرب